# Franz Kafka
Franz Kafka (Prag, 3. srpnja 1883. – sanatorij Kierling kraj Beča, 3. lipnja 1924.) bio je židovski pisac koji je svoja djela pisao na njemačkom jeziku. Jedan je od najznačajnijih predstavnika modernizma u književnosti. Najpoznatija su mu djela romani Proces i Dvorac te pripovijetka Preobrazba. 

## Životopis
Rođen u Pragu, u doba Austro-Ugarske Monarhije, Kafka potječe iz imućne židovske obitelji u kojoj je dominirao radišni, no često tiranski i samovoljni otac. Studirao je pravo i radio neko vrijeme kao činovnik - no većim je dijelom Kafka proveo život materijalno opskrbljen očevim imutkom (činjenica koja se često zanemaruje, posve u skladu s legendom o Kafki kao žrtvi bešćutnoga i despotskoga oca grubijana). Umro je od tuberkuloze, prethodno naredivši svomu prijatelju Maxu Brodu da spali većinu njegovih rukopisa - posljednja volja koju ovaj, na sreću, nije ispunio. Brod je posmrtno izdao velik broj Kafkinih djela, često uz teško prihvatljive intervencije u tekstu. Većina je Kafkine uže obitelji (sestre, očeva i majčina rodbina) stradala u nacističkom genocidu Židova.

## Književni rad
Kafkin opus, koji se može podijeliti u nekoliko vrsta (romani, pripovijetke, aforizmi, dnevnici i pisma) veže tematsko, svjetonazorsko i, moglo bi se reći, spiritualno jedinstvo. Baštinik više tradicija (njemačkoga romantizma, fantastične struje u književnosti, židovskih heterodoksnih učenja kao i kršćanske gnoze), poštovatelj velikana europske književne tradicije (napose Goethea, Heinea,Flauberta, Gogolja, Dostojevskog), Kafka bijaše i suputnikom njemačkoga ekspresionizma. Ipak, Kafkina vizija zbilje i intenzitet kojom ju je iskazao čine ga autorom kojega se ne može utrpati u shematske podjele po književnim pravcima.
Kafkina djela prikazuju sivu i banalnu svakodnevicu kao enigmatsku i alogičnu zbilju ispunjenu strepnjom, u kojoj su likovi, pritisnuti osjećajem krivice i zbunjenosti, neprestance izloženi prijetnji birokratskih sila kojima ne mogu dokučiti izvor ni motiv. To je posebno vidljivo u romanima «Proces» (1925.), «Zamak» (1926.) i «Amerika» (1927.), kao i u mnoštvu kraćih i duljih pripovijesti, među kojima se ističe «Preobrazba» (1915.). Repetitivni i besmisleni tlačiteljski postupci nerazumljivog i svemoćnog birokratskog aparata, mehaničke i apsurdne reakcije "junaka" koji nemaju izraženi osobni identitet, usamljenost i nemogućnost komunikacije među likovima koji se grčevito i bezuspješno trude da spoznaju mehanizam opresije koji ih muči i proganja bez ikakvog vidljivog razloga, realnost zbivanja koja je bliža događajima u snu nego u «običnoj» stvarnosti, iracionalni i fantastični element u radnji koji ne može biti reduciran na psihopatološke poremećaje - sve je to učinilo Kafkinu prozu posebno dojmljivom i utjecajnom u razdoblju poslije 2. svjetskoga rata (a i kasnije), jer se iskustvo opće bespomoćnosti pojedinca naspram sila kako totalitarno-terorističke (nacizam, komunizam), tako i liberalno-birokratske (demokratski kapitalizam) države pokazalo kao paradigmatsko za modernu ljudsku sudbinu. U prepisci (najpoznatije je legendarno «Pismo ocu», kao i pisma ljubavnici Mileni Jasenskoj) Kafka se pokazuje kao pojedinac mučen nesigurnošću, bespomoćnošću i legijom psihoanalitičkih kompleksa, dok aforistički zapisi i kratki nacrti za dulje tekstove, skupljeni u knjigama kao «Plava bilježnica» otkrivaju slabije poznatoga Kafku - modernog potomka starih gnostika, opsjednutoga pojmom «nerazorivoga» spiritualnog elementa u čovjeku. Napustivši tradicionalnu religioznost, Kafka je, raspet između žrvnja apsurda i tihe izvjesnosti u opstojnost «nerazorivog», ostao jednim od središnjih spiritualnih pisaca 20. stoljeća.

## Život

### Obitelj
Franz Kafka rođen je 3. srpnja 1883. u židovskoj obitelji srednje klase, koja je govorila njemačkim, u Pragu, tada dijelu Austro-Ugarske. Njegova oca, Hermanna Kafku (1852. – 1931.), biograf Stanley Corngold opisao je kao "glomazna, sebična i ohola biznismena", a sam Kafka kao "pravog Kafku, snažnog, zdravog, gladnog, glasnog, elokventnog, samodostatnog, dominantnog, izdržljivog, koncentriranog i izvrsnog poznavatelja ljudske naravi." Herman je bio četvrto dijete Jakoba Kafke, obrednog krvnika (hebrejski: shochet) koji je u Prag došao iz Oseka, češkog sela u blizini mjesta Strakonice s velikom židovskom populacijom. Nakon što je radio kao trgovački putnik, vremenom je postao trgovac neobičnim dobrima i odjećom koji je zapošljavao i do 15 radnika, a kao logo svog posla koristio je sliku čavke, koja se na češkom zove kavka. Kafkina majka, Julie (1856. – 1934.), bila je kći Jakoba Löwyja, bogatog trgovca biljkama iz Poděbradyja, koji je bio bolje obrazovan od njezina supruga. Kafkini su roditelji vjerojatno govorili varijantom njemačkog pod utjecajem jidiša koji se, ponekad, pejorativno naziva Mauscheldeutsch, ali kako se njemački smatrao osnovnim sredstvom društvenog uspona, vjerojatno su djecu poticali da govore književnim njemačkim.
Kafkina rodna kuća nalazi se u blizini Starog gradskog trga u Pragu, a u obitelji od šestero djece, Franz je bio najstariji. Njegova braća, Georg i Heinrich, umrli su kao djeca, još prije Franzove sedme godine; sestre su mu se zvale Gabriele ("Ellie") (1889. – 1944.), Valerie ("Valli") (1890. – 1944.) i Ottilie ("Ottla") (1892. – 1943.). Tijekom radnih dana, oba roditelja nisu bila kod kuće. Majka Julije je radila i do 12 sati dnevno kako bi pomogla u vođenju Hermannova posla. Kao rezultat toga, Kafkino je djetinjstvo bilo prilično samotno, a djecu su mahom odgajale brojne guvernate i sluškinje. Kafkin problematičan odnos s ocem pomno je dokumentiran u njegovu pismu ocu (Brief an den Vater), na preko 100 stranica na kojima piše kako je očev autoritativan stav uvelike utjecao na njega. S druge strane, majka mu je bila tiha i sramežljiva. Upravo je očeva dominantna ličnost uvelike utjecala na njegovo pisanje.

### Obrazovanje
U razdoblju od 1889. do 1893., Kafka se školovao u Deutsche Knabenschule (Njemačka osnovna škola za dječake) u današnjoj Ulici Masná (tada Masný trh/Fleischmarkt). Iako je govorio češki, Kafka je školovan u njemačkim školama na inzistiranje njegova autoritativna oca. Njegovo židovsko obrazovanje završilo je s njegovom bar micvom u dobi od 13 godina. Sam Kafka nije uživao odlaziti u sinagogu te je išao samo praznicima, s ocem, četiri puta godišnje.
Po završetku osnovne škole 1893., Kafka je primljen u strogu, klasično-orijentiranu njemačku gimnaziju Altstädter Deutsches Gymnasium, na Starom gradskom trgu, u sklopu palače Kinsky. I ovdje se nastava odvijala na njemačkom, ali Kafka je znao i pisati i govoriti češki; potonji je učio u gimnaziji punih osam godina, postigavši dobar uspjeh. Maturu je položio 1901. godine.
Nakon maturiranja, Kafka je upisao Karlovo sveučilište u Pragu u Pragu, ali se nakon samo dva tjedna studiranja kemije prebacio na pravo. Premda ta struka nije previše zanimala Kafku, otvarala mu je široku lepezu poslova koji su zadovoljavali njegova oca. Uz sve to, studij prava trajao je razmjerno duže što je Kafki omogućilo da istovremeno pohađa predavanja iz njemačkih studija i povijesti umjetnosti. Također se pridružio i studentskom klubu, Lese- und Redehalle der Deutschen Studenten (njem. Čitalački i nastavni klub njemačkih studenata), koji je organizirao književna događanja, čitanja i slične aktivnosti. Među Kafkinim prijateljima bili su novinar Felix Weltsch, koji je studirao filozofiju, glumac Yitzchak Lowy, koji je dolazio iz varšavske hasidističke obitelji, te pisci Oskar Baum i Franz Werfel.
Pred kraj prve godine Kafka je upoznao kolegu Maxa Broda, koji će mu ubrzo postati doživotni prijatelj. Brod je ubrzo primijetio da su, iako je Kafka bio sramežljiv i rijetko je pričao, stvari koje je rekao izrazito duboke. Kafka je tijekom cijelog života bio strastven čitatelj; zajedno s Brodom, pročitao je Platonovog Protagoru na izvornom starogrčkom, na Brodovu inicijativu, te Flaubertova djela Sentimentalni odgoj i Iskušenje svetoga Antona na francuskom, na Kafkin prijedlog. Kafka je Fjodora Dostojevskog, Gustavea Flauberta, Franza Grillparzera i Heinricha von Kleista smatrao "istinskom braćom po krvi". Uz navedene, Kafka je bio zainteresiran i za češku književnost te djela Johanna Wolfganga Goethea. Kafka je 18. srpnja 1906. godine stekao titulu doktora pravnih znanosti te je odradio godinu dana besplatnog stažiranja kao sudski vježbenik na građanskom i kaznenom sudu.

### Posao
Dana 1. studenog 1907., Franz Kafka je dobio posao u kompaniji Assicurazioni Generali, talijanskoj osiguravajućoj kući za koju je radio gotovo godinu dana. Njegova pisma iz tog razdoblja upućuju kako je bio nezadovoljan radnim vremenom - od 08:00 do 18:00 - koje mu je onemogućavalo da se posveti pisanju, koje mu je postajalo sve važnije. U tom je razdoblju mogao pisati isključivo noću, a noćno pisanje bilo je izrazito iscrpno s obzirom na radno vrijeme. Dana 15. srpnja 1908. dao je otkaz, a za dva tjedna je našao posao u Institutu za radničko osiguranje od ozljeda Kraljevine Češke koji mu je omogućio više vremena za pisanje. Opis posla bilo mu je istraživanje i procjena kompenzacija za osobne ozljede industrijskih radnika; incidenti kao izgubljeni prsti ili udovi bili su česti u to vrijeme. Profesor menadžmenta Peter Drucker kreditira Kafku kao tvorca prve civilne zaštitne kacige, ali to ne potvrđuje nijedan dokument Kafkina poslodavca. Njegov je otac često njegov posao u osiguravajućem društvu nazivao Brotberuf, posao koji radi samo kako bi plaćao račune; sam Kafka je nekoliko puta izjavio kako ga prezire. Kafka je jako brzo napredovao te su njegovi zadaci uključivali procesuiranje i istraživanje zahtjeva za naknadom, pisanje izvještaja i rješavanje apela raznih biznismena koji su smatrali kako im je kompanija stavljena u kategoriju previsoka rizika, što im je povećavalo premije za osiguranje. Također, tijekom nekoliko godina rada u društvu, zadatak mu je bio sastavljanje godišnjeg izvještaja o osiguranju. Njegovi nadređeni su jako dobro primali te izvještaje. Radno vrijeme uglavnom mu je završavalo oko 14:00, što mu je davalo dovoljno vremena za pisanje, kojemu je bio posvećen. U kasnijim godinama, bolest ga je često sprečavala u odlasku na posao, ali i pisanju. Mnogo godina kasnije, Brod je skovao termin Der enge Prager Kreis (nje. Uski praški krug), kako bi objedinio grupu pisaca kojima su pripadali Kafka, Felix Weltsch i on.
Krajem 1911., Kafka i Karl Hermann, suprug njegove sestre Elli, postaju partneri u prvoj tvornici azbesta u Pragu, znanoj kao Prager Asbestwerke Hermann & Co., otvorenoj uz pomoć miraznog novca kojeg je dao Hermann Kafka. Iako je isprva pokazivao entuzijazam i velik dio slobodnog vremena posvećivao poslu, Kafka je ubrzo zamrzio i tvornicu jer mu je oduzimala previše vremena za pisanje. U ovom razdoblju se zainteresirao i za židovsko kazalište, unatoč bojaznima prijatelja kao što je Brod, koji su ga svejedno podržavali u njegovim zanimacijama. Nakon što je u listopadu 1911. prisustvovao predstavi teatra, Kafka je sljedećih šest mjeseci proveo intenzivno se baveći jidišom i židovskom književnošću. Ta je zanimacija služila i kao temelj za njegovu rastuću povezanost sa židovstvom. Otprilike u ovom razdoblju postao je i vegeterijanac. Negdje tijekom 1915. godine, Kafka je dobio poziv za vojsku kako bi služio u Prvom svjetskom ratu, ali su njegovi poslodavci sredili otpust jer se njegov posao smatrao esencijalnim za državu. Kasnije se ipak pokušao pridružiti vojsci, ali u tom su ga spriječili zdravstveni problemu povezani s tuberkulozom, koja mu je dijagnosticirana 1917. godine.

### Privatni život
Prema Brodu, Kafku je konstantno "mučila" seksualna požuda. Kao odrasla osoba, često je posjećivao bordele, a zanimala ga je i pornografija. Uz sve to, tijekom života je spavao s mnogo žena. Dana 13. kolovoza 1912., Kafka je upoznao Felice Bauer, Brodovu rođakinju, koja je radila u Berlinu kao predstavnica jedne diktafonske tvrtke. Tjedan dana nakon upoznavanja u domu Brodovih, Kafka je napisao u svoj dnevnik:
Nedugo nakon ovoga, Kafka je u samo jednoj noći napisao priču "Presuda", a u plodnom razdoblju je radio na svom romanu "Amerika" i na pripovijetci "Preobražaj". Kafka i Felice Bauer su, tijekom sljedećih pet godina, komunicirali uglavnom preko pisama, povremeno su se viđali i dva su se puta zaručili. Druge zaruke, Kafka je prekinuo 1917. kada je obolio od tuberkuloze. Kafkina opsežna pisma izdana su kao zbirka Pisma Felice; njezina pisma nisu preživjela. Biografi Reiner Stach i James Hawes tvrde kako je Kafka, oko 1920., bio zaručen i treći put, za Julie Wohryzek, siromašnu i neobrazovanu hotelsku sobaricu.
Stach i Brod također navode kako je Kafka, dok je poznavao Felice Bauer, imao aferu s njezinom prijateljicom, Margarethe "Grete" Bloch, Židovkom iz Berlina. Brod također tvrdi kako je Blochova rodila Kafkina sina, iako ovaj nikada nije saznao za dijete. Dječak, čije je ime nepoznato, rođen je ili 1914. ili 1915. te je umro u Münchenu 1921. godine. Ipak, Kafkin biograf Peter-André Alt tvrdi da, iako Blochova jest imala sina, Kafka nije otac jer par nikada nije bio intiman. Stach također tvrdi kako Kafka nije imao djece.
U kolovozu 1917., Kafki je dijagnosticirana tuberkuloza, nakon čega je nekoliko mjeseci boravio u selu Zürau, gdje je njegova sestra Ottla radila na farmi sa svojim šurjakom Hermannom. Tamo mu je bilo jako ugodno te je kasnije to opisao kao vjerojatno najbolje razdoblje svoga života, vjerojatno zato što nije imao nikakvih obveza. Pisao je dnevnike i oktave. Iz tih je bilješki Kafka uspio izvući 109 numeriranih komada teksta na Zettelu, komadu papira bez nekog reda. Oni su izdani kao zbirka Razmišljanja o Grijehu, Nadi, Patnji i Pravom putu (na njemačkom izdano kao Die Zürauer Aphorismen oder Betrachtungen über Sünde, Hoffnung, Leid und den wahren Weg).
Godine 1920., Kafka je započeo vezu s češkom novinarskom i spisateljicom, Milenom Jesenskom. Kafkina pisma njoj kasnije su izdana kao Pisma Mileni. Tijekom odmora u srpnju 1923., kojeg je proveo u mjestu Graal-Müritz na Baltiku, Kafka je upoznao Doru Diamant, dvadesetpetogodišnju odgajateljicu iz ortodoksne židovske obitelji. Kafka se, nadajući se da će se tako osloboditi obiteljskog utjecaja i moći pisati, nakratko preselio u Berlin, gdje je živio s Dorom. Postala mu je ljubavnica i zainteresirala ga za Talmud. U tom je razdoblju radio na četiri priče koje su trebale biti tiskane pod naslovom Umjetnik gladovanja.

### Osobnost
Kafka se bojao da će ga ljudi smatrati fizički i psihički odbojnim. Ipak, oni koji su ga upoznali uvidjeli su kako je tih i staložen, kako posjeduje očitu inteligenciju i suh smisao za humor; također su ga smatrali dječački zgodnim, ali mu je pojava bila oštra. Brod ga je usporedio s Heinrichom von Kleistom, primijetivši kako su oba pisca imala sposobnost jasnog i realističkog opisivanja situacije do u detalje. Kafka je bio jedna od najzabavnijih osoba koje je Brod upoznao; uživao je šaliti se i zabavljati s prijateljima, ali im je i davao dobre savjete u problematičnim situacijama. Također, prema Brodu, Kafka je bio strastven recitator koji je mogao govoriti kao da pjeva. Brod je smatrao kako su "apsolutna istinoljubivost" i "precizna savjesnost" dvije Kafkine najznačajnije osobine. Istraživao bi detalj, ono neprimjetno, temeljito s tolikom ljubavlju i preciznošću da su se počele pojavljivati stvari koje su dotad bile neviđene, ali su bile ništa doli istinite.
Iako kao dijete nije njegovao vježbanje, u kasnijoj je dobi pokazivao interes za igre i fizičku aktivnost, postavši dobar biciklist, plivač i ronilac. Vikendima, Kafka bi s prijateljima išao na duge šetnje, koje bi najčešće predložio on sam. Među ostalim interesima bili su alternativna medicina, novi obrazovni sustavi kao metoda Montessori te tehnički noviteti kao što su avioni i film. Samo pisanje bilo mu je toliko bitno da ga je smatrao "vrstom molitve". Bio je i jako osjetljiv na zvuk tako da je volio tišinu prilikom pisanja.
Autor Pérez-Álvarez sugerirao je kako je Kafka možda bolovao od shizoidnog poremećaja ličnosti. Njegov stil, ne samo u "Preobražaju" već i u drugim djelima, sadrži određene shizoidne karakteristike koje objašnjavaju dobar dio iznenađenja u njegovim djelima. Njegova muka vidljiva je u dnevničkom zapisu od 21. lipnja 1913.:
Kao i u aforizmu iz Züraua, broj 50:
Iako se nikada nije ženio, Kafka je brak i djecu izrazito cijenio. Iako je imao nekoliko djevojaka, neki su autori spekulirali o njegovoj seksualnosti; drugi su, pak, sugerirali kako je imao nekakav poremećaj hranjenja. Doktor M. M. Fichter sa Psihijatrijske klinike Sveučilišta u Münchenu u svom radu iz 1988. predstavlja "dokaze za hipotezu da je pisac Franz Kafka bolovao od atipičnog oblika anoreksije nervose." U svojoj knjizi Franz Kafka, the Jewish Patient iz 1995., Sander Gilman je istražio "zašto bi jednog Židova smatrali 'hipohondrom' ili 'homoseksualcem' te kako Kafka inkorporira aspekte tih načina shvaćanja židovskog muškarca u svoju vlastitu sliku i djelo." Isto tako, Kafka je barem jednom razmišljao o suicidu, pred kraj 1912. godine.

### Politički stavovi
Prije početka Prvog svjetskog rata, Kafka je bio na nekoliko sastanaka Kluba Mladých, češke anarhističke, protumilitarističke i protukleričke organizacije. Hugo Bergmann, koji je pohađao istu osnovnu i srednju školu kao i Kafka, razišao se s Kafkom tijekom njihove posljednje akademske godine (1900./1901.) jer su "[Kafkin] socijalizam i moj cionizam bili previše stridentni". "Franz je postao socijalist, ja sam postao cionist 1898. Sinteza cionizma i socijalizma tada još nije postojala." Bergmann tvrdi kako je Kafka u školu nosio crveni karanfil kao znak podrške socijalizmu. U jednom dnevničkom zapisu, Kafka je referirao na poznatog anarhističkog filozofa, Pjotra Kropotkina: "Ne zaboravi Kropotkina!" Kasnije je, o češkim anarhistima, rekao: "Oni su svi bezhvalno htjeli shvatiti ljudsku sreću. Ja sam ih razumio. Ali... nisam mogao predugo marširati uz njih."
Tijekom komunističkog razdoblja, ostavština Kafkina djela za socijalizam Istočnog bloka je bila vruća tema. Mišljenja su sezala od toga da je satirizirao birokraciju raspadajuće Austro-Ugarske do toga da je utjelovio uspon socijalizma.Još jedna bitna točka bila je alienacija; dok je konzervativno stajalište glasilo da Kafkini prikazi alienacije više nisu relevantni za društvo koje je navodno eliminiralo alienaciju, konferencija održana u čehoslovačkom mjestu Liblice 1963. godine, povodom autorova osamdeseta rođendana, naglasila je trajnu važnost Kafkinog prikaza birokratskog društva Ipak, pitanje je li Kafka bio politički autor ili nije je još uvijek predmet debate.

### Judaizam i cionizam
Odrastajući, Kafka je bio Židov koji je govorio njemački u Pragu, gradu u kojem je dominirao češki jezik. Bio je duboko fasciniran Židovima iz istočne Europe, za koje je smatrao da posjeduju intenzitet duhovnog života koji je nedostajao Židovima na Zapadu. Njegov dnevnik je pun referenci na židovske pisce.Ipak, nerijetko je bio otuđen kako od Židova tako i od judaizma: "Što ja imam zajedničko sa Židovima? Jedva da imam nešto zajedničko sa samim sobom i bolje mi je da stojim tiho u kutu, zadovoljan što mogu disati."
Hawes sugerira da Kafka, makar iznimno svjestan svog židovstva, nije inkorporirao te elemente u svojim djelima, kojima, prema Hawesu, nedostaje židovskih likova, scena ili tema. Prema mišljenju književnog kritičara Harolda Blooma, Kafka je, iako mu je vlastito židovstvo bilo strano, bio suštinski židovski pisac.Lothar Kahn je jednako jasan: "Prisutnost židovstva u Kafkinom djelu sada je nesumnjiva." Pavel Eisner, prvi prevoditelj Kafkinih djela, tumači Proces kao utjelovljenje "trostruke dimenzije života Židova u Pragu... njegov protagonist, Josef K. je (simbolično) uhićen od strane Nijemca (Rabensteiner), Čeha (Kullich) i Židova (Kaminer). On predstavlja 'neskrivljenu krivnju' koja prožima jednog Židova u suvremenom svijetu, iako nema dokaza da je i on sam Židov."
U svom eseju Tuga u Palestini?!, izraelski pisac Dan Miron istražuje Kafkin odnos prema cionizmu: "Čini se da su i oni koji smatraju da takva veza postoji i da je cionizam odigrao centralnu ulogu u njegovu životu i djelu, kao i oni koji negiraju takvu vezu u cijelosti ili joj ne pridaju važnosti, svi u krivu. Istina se nalazi na vrlo nejasnom mjestu koje se nalazi između ova dva pojednostavljena pola." Kafka je razmišljao da se, prvo s Felice Bauer, a onda i s Dorom Diamantr, preseli u Palestinu. Dok je boravio u Berlinu učio je hebrejski, unajmivši Brodovog prijatelja iz Palestine, po imenu Pua Bat-Tovim, da ga podučava i odlazivši na satove rabina Juliusa Guttmanna na berlinskom Fakultetu za židovske studije.
Livia Rothkirchen naziva Kafku "simboličnim figurom svoga vremena". Njegovi suvremenici bili su mnogi židovski pisci (njemački, češki i nacionalni Židovi) koji su bili osjetljivi na njemačku, austrijsku, češku i židovsku kulturu. Prema Rothkirchenovoj, "ta situacija dala je njihovim djelima širok, kozmopolitski izgled i kvalitetu egzaltacije koja je graničila s transcedentnom metafizičkom kontemplacijom. Najbolji primjer je Franz Kafka."

### Smrt
Kafkina tuberkuloza grkljana pogoršala se u ožujku 1924. godine te se morao vratiti iz Berlina u Prag, gdje su se za njega brinuli članovi obitelji, posebice sestra Ottla. Dana 10. travnja 1924. otišao je u sanatorij doktora Hoffmanna u Kierlingu, pokraj Beča, gdje je i umro 3. lipnja 1924. godine. Čini se kako je uzrok smrti bilo gladovanje - bol u grlu bila je, očito, toliko snažna da Kafka nije mogao jesti, a kako tada još uvijek nisu postojale druge metode hranjenja, nije postojalo načina da ga se nahrani. Tijelo mu je preneseno natrag u Prag, gdje je pokopan 11. lipnja 1924. na Novom židovskom groblju u četvrti Žižkov.

## Djelo
Sva izdana djela Franza Kafke, osim nekoliko pisama Čehinji Mileni Jasenskoj, pisana su na njemačkom jeziku. Ono malo što je izdano za autorova života, privuklo je oskudnu pozornost, što se ne može reći za njegova postumno izdana djela.
Kafka nije dovršio nijedan svoj roman, a spalio je gotovo 90% svega što je napisao, posebice dok je živio u Berlinu, gdje mu je Dora Diamant pomogla u paljenju skica za djela. U ranoj stvarateljskoj fazi, uzor mu je bio njemački pisac Heinrich von Kleist kog je, u jednom pismu Felice Bauer, opisao zastrašujućim i za kog je smatrao da mu je bliži nego vlastita obitelj.

### Priče
Kafka je bio plodan pisac kratkih priča i pripovijetki. Neke njegove izdane priče nazivane su Erzählung (njemački: priče), a neke Geschichte (njemački: pripovijetke). Neke od njih su relativno duge ("Preobražaj", "U kažnjeničkoj koloniji", "Presuda"), dok su druge bile samo paragraf duge (gotovo kao aforizmi; primjerice "Odustani!", "Prometej", "Mala basna" ili "Istina o Sanchu Panzi"). Najstarija sačuvana Kafkina priča je "Der Unredliche in seinem Herzen". Ona nikada nije tiskana, ali je bila dio pisma prijatelju Oskaru Pollaku iz 1902. godine. Kafkina prva izdana djela su osam priča koje su se 1908. godine pojavile u prvom izdanju časopisa Hyperion pod zbirnim naslovom Razmišljanje. U razdoblju od 1904. do 1909. radio je na priči "Opis jedne borbe". Kada ju je pokazao Brodu, ovaj ga je savjetovao da nastavi raditi i pošalje ju Hyperionu. Jedan odlomak priče izdao je 1908., a dva u proljeće 1909., sve u Münchenu.
U kreativnom naletu u noći 22. rujna 1912., Kafka je napisao priču "Presuda", koju je posvetio Felice Bauer. Brod je uočio sličnost u imenima glavnog lika i njegove fiktivne zaručnice, Georga Bendemanna i Friede Brandenfeld, s imenima Franza Kafke i Felice Bauer. Ova priča se uglavnom smatra za djelo koje je stvorilo Kafku kao pisca. Priča se bavi problematičnim odnosom sina i njegova dominantna oca, koji dobiva novu dimenziju nakon što se sin zaruči. Kafka je kasnije rekao kako je pisao s "potpunim otkrivanjem svoje duše i tijela" tu priču koja se je "razvila kao pravo rođenje, prekrivena prljavštinom i muljem." Rukopis priče Kafka je poslao i Felice (u pismu od 2. lipnja 1913.), dodavši neobičnu tvrdnju: "Nalaziš li u Presudi ikakav smisao, hoću reći određen, suvislo izražen, shvatljiv smisao? Ja ga ne nalazim i nisam u stanju išta tumačiti?" Priča je prvi put tiskana u Leipzigu 1912. godine uz posvetu "Gospođici Felice Bauer", koja je u kasnijim izdanjima promijenjena "za F".
Godine 1912., Franz Kafka je napisao pripovijetku "Preobražaj", izdanu 1915. godine u Leipzigu. Radi se o neobičnoj, gotovo nadrealnoj priči koja je vjerojatno jedan od najboljih i najreprezentativnijih primjera Kafkina magijskog realizma. Priča započinje in medias res, kultnom prvom rečenicom Kad se Gregor Samsa jednoga jutra probudio iz nemirnih snova, nađe se u svom krevetu preobražen u golemog kukca. Njemački izvornik koristi termin ungeheuren Ungeziefer, koji se doslovno može prevesti kao monstruozno čudovište, s tim da riječ Ungeziefer općenito označava neželjene i prljave životinje. Žohar, u kog se Gregor Samsa pretvorio, bio je upravo to. Pripovijetka dalje prati život (ili životarenje) i propadanje žohara Gregora Samse i njegovu postepenu alienaciju, prvo od vanjskog svijeta, a onda i od obitelji i vlastitog života. Kritičari ovo djelo, koje je prepuno simbolike i metafora, smatraju jednim od temeljnih djela 20. stoljeća. Priča "U kažnjeničkoj koloniji", koja govori o razrađenom uređaju za mučenje i smaknuće, napisana je u listopadu 1914., revidirana 1918. te izdana u Leipzigu tijekom listopada 1919. godine. Priča "Umjetnik gladovanja", izdana u časopisu Die neue Rundschau 1924. godine, opisuje glavnog lika, žrtvu, koji doživljava pad razumijevanja za njegovu čudnu vještinu izgladnjivanja samog sebe na određene periode. Njegova posljednja priča, "Pjevačica Josefine, ili puk miševa" također se bavi odnosom umjetnika i njegove publike.
Kafka nije dovršio nijedan svoj roman, a spalio je gotovo 90% vlastitog opusa. Prvi roman počeo je pisati 1912. godine, a prvo poglavlje istog danas je poznato kao kratka priča pod naslovom "Ložač". Kafka je to djelo, koje je ostalo nedovršeno, nazvao Der Verschollene, ali kada ga je Brod postumno tiskao, odabrao je naslov Amerika. Iako osjetno humorističniji i realističniji od ostalih Kafkinih djela, ovaj roman, koji prati lutanja europskog emigranta Karla Roßmanna po Americi, dijeli iste motive opresivnog i nedodirljivog sustava koji protagonista stavlja u razne bizarne situacije. Roman inkorporira mnoge detalje iz iskustava Kafkinih rođaka koji su emigrirali u Ameriku, te je jedino njegovo djelo kod kojega je razmišljao o optimističnom završetku.
Tijekom 1914., Kafka je započeo rad na romanu Proces, svom vjerojatno najutjecajnijem romanu. Iako kritičari znaju navoditi kako je Dvorac Kafkin najbolji roman, Proces je ipak njegovo najutjecajnije djelo, s obzirom na broj ekranizacija i svekoliki kulturni utjecaj. Proces govori o Josefu K., bankovnom službeniku koji jedno jutro biva uhićen i optužen od strane daleke i nepoznate vlasti zbog zločina koji je nepoznat kako njemu tako i čitatelju. K. upada u niz bizarnih i nejasnih situacija, bori se protiv u potpunosti dehumanizirane birokracije i dobiva pomoć od niza grotesknih likova koji su, u suštini, potpuno beskorisni (uz izuzetak tajanstvenog zatvorskog kapelana) sve do samoga kraja, kada realizira snagu tog birokratskog mehanizma te mu se u konačnici prepusti. Ipak, za razliku od Amerike, prozorsko svjetlo na samom kraju romana ostavlja nadu, koja je jedan od ključnih motiva u Kafkinim djelima. No, roman je, unatoč tome što je Kafka napisao posljednje poglavlje, ostao nedovršen. Ipak, novija izdanja romana u sebi sadrže i nedovršena ili neuklopljena poglavlja (iako su ona izdvojena od glavnog romana). Prema nobelovcu Eliasu Canettiju, Felice je ključna za radnju Procesa, a sam je Kafka rekao kako je to "njezina priča". Canetti je svoju knjigu o Kafkinim pismima Felice naslovio Der andere Prozess (Kafkin drugi proces), u čast vezi između romana i pisama. Michiko Kakutani, u kritici New York Timesa, piše da Kafkina pisma sadrže "temeljne znakove njegove fikcije - onu istu nervoznu pažnju posvećenu minucioznim detaljima; onu istu paranoidnu svijest o promjenjivim balansima moći; istu atmosferu emocionalnog gušenja - kombiniranu, na opće iznenađenje, s trenucima dječačkog žara i oduševljenosti."
Prema vlastitom dnevniku, Kafka je već do 11. lipnja 1914. godine planirao roman Dvorac, ali ga je počeo pisati tek 27. siječnja 1922. Protagonist ovog romana je Landvermesser (nje. nadstojnik, špan) po imenu K., koji se iz nepoznatih razloga bori kako bi dobio pristup misterioznim upraviteljima dvorca koji upravljaju selom. Kafkina namjera bila je da vlasti u dvorcu obavijeste K.-a na trenutku samrti kako njegova "zakonska osnova da živi u selu nije važeća, ali je, s obzirom na brojne sporedne činjenice, imao dozvolu da živi i radi u selu." Mračan i na momente nadrealan, roman se fokusira na alienaciji, birokraciji, naizgled beskrajnim frustracijama ljudskih pokušaja u borbi s vlašću i beskorisnim i beznadnim traganjem za nedostižnim ciljem. Hartmut M. Rastalsky je u svojoj disertaciji napisao sljedeće: "Kao i snovi, njegova djela kombiniraju precizne, "realistične" detalje s apsurdnim, pažljivo promatranje i rezoniranje protagonista s neobjašnjivom glupošću i nemarom."

### Povijest izdavanja
Kafkine priče su izvorno izlazile u književnim časopisima. Prvih osam izdano je 1908. u prvom izdanju dvomjesečnika Hyperion. Franz Blei je 1914. izdao dva dijaloga koja će postati "Opis jedne borbe". Fragment priče "Zrakoplovi u Bresciji", napisane za vrijeme puta u Italiju s Brodom, izdan je 28. rujna 1909. u dnevniku Bohemia. Dana 27. srpnja 1910., nekoliko priča koje će kasnije postati dio Razmišljanja, izdano je u uskrsnom izdanju dnevnika Bohemia. U Leipzigu, tijekom 1913., Brod je s izdavačem Kurtom Wolffom izdao priču "Das Urteil. Eine Geschichte von Franz Kafka" (nje. "Presuda, priča Franza Kafke") u književnom godišnjaku za umjetničku poeziju Arkadia. Priča "Pred zakonom" izdana je 1915. u novogodišnjem izdanju nezavisnog židovskog tjednika Selbstwehr; priča je ponovo izdana 1919. u sklopu zbirke Seoski liječnik te je postala dio romana Proces. Ostale priče izlazile su po raznim časopisima, među kojima su Brodov Der Jude, novine Prager Tagblatt te magazini Die neue Rundschau, Genius i Prager Presse.
Kafkina prva izdana knjiga bila je zbirka Razmišljanje, koja sadrži 18 priča napisanih od 1904. do 1912. Tijekom ljetnog putovanja u Weimar, Brod je inicirao susret između Kafke i Kurta Wolffa; Wolff je Razmišljanje izdao u kući Rowohlt Verlag krajem 1912. godine (iako je godina izdanja navedena kao 1913.). Kafka je zbirku posvetio Brodu ("Für M.B."), da bi u osobnoj kopiji koju je dao prijatelju dodao: "So wie es hier schon gedruckt ist, für meinen liebsten Max — Franz K." (nje. "Kako je ovdje već tiskano, za mog najdražeg Maxa - Franz. K.").
Kafkina priča "Preobražaj" prvi put je tiskana u listopadu 1915. u mjesečniku Die Weißen Blätter, ekspresionističkom časopisu čiji je urednik bio René Schickele. Drugu zbirku, naslovljenu Seoski liječnik, izdao je 1919. Kurt Wolff,a posvećena je Kafkinu ocu. Posljednju zbirku, od četiri priče, koju je Kafka pripremio za tiskanje, zbirku Umjetnik glasovanja, izdala je avangardna izdavačka kuća Verlag Die Schmiede 1924. godine nakon autorove smrti. Dana 20. travnja 1924., Berliner Börsen-Courier izdaje Kafkin esej o piscu Adalbertu Stifteru.

#### Max Brod
Kafka je svoje djelo, kako izdano tako i neizdano, ostavio svom najboljem prijatelju Maxu Brodu, s jasnim instrukcijama da ih ovaj uništi nakon piščeve smrti. Kafka mu je napisao: "Najdraži Max, moj posljednji zahtjev: Sve što ostavim za sobom... u obliku dnevnika, rukopisa, pisama (mojih i tuđih), skica i tako dalje, ima da bude spaljeno i nepročitano." Brod je odlučio ignorirati ovaj zahtjev te je romane i zbirke izdao u razdoblju od 1925. do 1935. Mnoge papire, koji su ostali neizdani, ponio je sa sobom u Palestinu u jednom kovčegu kada je tamo pobjegao 1939. Kafkina posljednja ljubav, Dora Diamant (kasnije Dymant-Lask), također je ignorirala njegove želje, tajno sačuvavši 20 notesa i 35 pisama. Njih je 1933. konfiscirao Gestapo, ali ih biografi i danas traže.
Kako je Brod izdao sve ono što je bilo u njegovu posjedu, Kafkin je opus počeo privlačiti sve više pažnje. Brodu je bilo teško kronološki poredati Kafkine notese. Jedan od problema bio je u tome što je Kafka često počinjao pisati u različitim dijelovima knjige - nekad u sredini, nekad počevši od kraja prema početku. Ipak, Brod je dovršio dobar dio Kafkinih nedovršenih djela kako bi ih mogao dati tiskati. Primjerice, Kafka je Proces ostavio s nedovršenim i nenumeriranim poglavljima, a Dvorac pun nedovršenih rečenica s dvojakim značenjem - Brod je sredio poglavlja, uredio tekst i dodao interpunkciju. Proces je izdan 1925. od strane kuće Verlag Die Schmiede. Kurt Wolff je izdao druga dva romana, Dvorac 1926. i Ameriku 1927. godine. Godine 1931., Brod je kao urednik izdao zbirku proze i nedovršenih priča pod naslovom Veliki kineski zid, koja je uključivala i istoimenu priču. Knjigu je izdao Gustav Kiepenheuer Verlag.

#### Suvremena izdanja
Godine 1961., Malcolm Pasley uspio je dobiti većinu Kafkinih originalnih rukopisa za zbirku oksfordske Knjižnice Bodleian. Rukopis Procesa kasnije je prodan na aukciji te se danas nalazi u Njemačkom književnom arhivu u mjestu Marbach am Neckar. Pasley je kasnije vodio tim (u kom su bili Gerhard Neumann, Jost Schillemeit i Jürgen Born) koji je rekonstruirao romane na njemačkom; reizdao ih je S. Fischer Verlag. Pasley je bio urednik Dvorca, izdanog 1982. godine, i Procesa, izdanog 1990. godine. Jost Schillemeit je bio urednik Amerike, izdane 1983. godine. Ova izdanja nazivaju se "Kritičarska izdanja" ili "Fischerova izdanja".

#### Neizdani papiri
Kada je Brod umro 1968. godine, Kafkine je neizdane papire, kojih vjerojatno ima na tisuće, ostavio svojoj tajnici Esther Hoffe. Dio je objavila i prodala, ali je većinu ostavila svojim kćerima, Evi i Ruth, koje su također odbile objaviti papire. Godine 2008. započela je sudska bitka između sestara i Nacionalne biblioteke Izraela, koja smatra da su ti papiri postali vlasništvo države Izrael kada je Brod 1939. emigrirao u Palestinu. Esther Hoffe je 1988. prodala originalni rukopis Procesa Njemačkim književnim arhivima za $2,000,000. Godine 2012., živa je bila samo Eva. Presuda obiteljskog suda u Tel Avivu iz 2010. obvezala je sestre Hoffe na izdavanje papira. Dio ih je izdan, uključujući i dotad nepoznatu priču, ali pravna bitka se nastavila. Hoffeovi tvrde kako su papiri njihovo osobno vlasništvo, dok NBI tvrdi kako su to "kulturna dobra koja pripadaju židovskom narodu". NBI također sugerira kako je Brod upravo njima ostavio papire u svojoj oporuci. U presudi od listopada 2012., Obiteljski sud u Tel Avivu odlučio je da su papiri vlasništvo Nacionalne biblioteke

### Kritička analiza
Mnogi su kritičari hvalili Kafkina djela. Pjesnik Wystan Hugh Auden nazvao je Kafku "Danteom dvadesetoga stoljeća", dok ga je pisac Vladimir Nabokov svrstao među najbolje pisce XX. stoljeća, Gabriel García Márquez je rekao kako mu je upravo čitanje Kafkina "Preobražaja" pokazalo "da je moguće pisati na drugačiji način". Albert Camus je u svom djelu Nade i apsurd u djelu Franza Kafke rekao kako "cijela Kafkina umjetnost leži u tome što prisiljava čitatelje da nanovo čitaju njegova djela." Ključna tema Kafkina djela, etablirana u priči "Presuda", je konflikt na razini otac-sin: krivnja inducirana u sinu je razriješena preko patnje i okajanja. Ostale česte teme i arhetipovi su alienacija, psihofizička brutalnost, likovi na zastrašujućim putovanjima i mistična preobrazba.
Kafkin stil uspoređen je s onim von Kleista još 1916. godine, u analizi "Preobražaja" i "Žarača" koju je za Berliner Beiträge napravio Oscar Walzel. Priroda Kafkine proze omogućava različite interpretacije i kritičari su njegov opus svrstavali u različite književne pravce. Marksisti su, primjerice, bili strašno nesložni po pitanju interpretacije Kafkinih djela. Jedni su ga optužili kako uništava realnost dok su drugi tvrdili kako kritizira kapitalizam. Beznađe i apsurd, koji su česti u njegovim djelima, smatraju se znakovima egzistencijalizma. Neka su Kafkina djela nastala pod utjecajem ekspresionizma, dok većinu opusa ipak karakterizira eksperimentalni modernistički žanr. Kafka se također bavio temom ljudskog sukoba s birokracijom. William Burrows tvrdi kako su ta djela koncentrirana na koncepte borbe, boli, samoće i potrebe za vezama. Drugi, među kojima i Thomas Mann, smatraju Kafkina djela alegorijama: potragom, metafizičke prirode, za Bogom. 
Ipak, Gilles Deleuze i Félix Guattari, tvrde kako su teme alienacije i progona, iako prisutne u Kafkinim djelima, prenaglašavane od strane kritičara. Tvrde kako su Kafkina djela znatno više namjerna i subverzivna - čak i vesela - nego što se čini na prvu ruku. Ističu kako čitanje njegovih djela fokusirajući se na beznađe borbi njegivih likova otkriva Kafkinu igru s humorom; on ne komentira nužno vlastite probleme, već naglašava kako su ljudi skloni izmišljati probleme. U svojim djelima, Kafka je često stvarao zlokobne, apsurdne svjetove. Kafka je nacrte svojih djela čitao svojim prijateljima, uglavnom se koncentrirajući na svoju humorističnu prozu. Pisac Milan Kundera sugerira kako bi Kafkin nadrealni humor mogao biti inverzija Dostojevskog, koji je pisao o likovima koji su kažnjeni zbog zločina. U Kafkinom djelu, lik će biti kažnjen iako zločin nije počinjen. Kundera vjeruje kako je Kafka inspiracije za svoje karakteristične situacije vukao iz odrastanja u partijarhalnom domu i u totalitarnoj državi.
Theodor Adorno, u svom djelu Aufzeichungen zu Kafka (1953.), upravo naglašava realno-nadrealno kontrast u Kafkinim djelima. Naime, polazeći od toga da se Kafkina proza točno definira kao parabola, on tvrdi kako ona predstavlja plodno tlo za interpretaciju (Svaka nam rečenica govori: tumači me), ali ju sam autor onemogućuje svojim stilom. Naglašava kako pokušaj interpretacije stvara začarani krug u kojem se čitatelj zapita odakle mu je situacija poznata, stvara se perpetualni déjà vu. Adorno također navodi kako Kafka dokida bilo kakvu estetsku distanciju prilikom tumačenja. On stvara takve likove i atmosferu koji ukidaju odnos između čitatelja i čitanog, između čitatelja kao promatrača i likova kao žrtava sistema. Takva blizina nužno izaziva strah kod čitetalja, strah koji onemogućuje čitatelja da se poistovjeti s likovima romana, što zbog same atmosfere što zbog straha da čitatelj upravo jest jedan takav lik. Adorno upravo to navodi kao glavni element nadrealnog u Kafkinom djelu.
Viktor Žmegač navodi, između ostalog, dvije odlike u Kafkinom opusu. Iako Kafku danas poznajemo i po romanima i po kratkoj prozi, on bi, čak i da nema tih romana, nesumnjivo bio svrstan među majstore kratke proze, zajedno s Poeom, Čehovim i Borgesom. Ipak, s obzirom na to da njegova kratka proza ne prelazi pedesetak stranica, Žmegač ističe kako je upravo ta lakonska, koncentrirana kratkoća izraza jedna od temeljnih odrednica njegova stila. Drugu stvar što Žmegač naglašava je Kafkina nesklonost kritičkoj prozi. Navodi Thomasa Manna, Roberta Musila, Hermanna Brocha, Andréa Gidea, Virginiju Woolf, Georgea Bernarda Shawa i Luigija Pirandella, kao i ekspresioniste i futuriste kao kontraprimjere autora koji su, u istom razdoblju kao i Kafka, stvarali djela koja obiluju poetološkim programom ili esejističkim komentarom, što je Kafka svesrdno izbjegavao. Upravo u tome leži još jedan element Kafkine zagonetnosti, s obzirom na to da on krši napisano pravilno ranomodernističke književnosti - odsutnost kritičkoumjetničkog tumačenja u njegovim djelima upravo zbunjuje čitatelja koji je navikao na te elemente u modernističkoj književnosti.
Bilo je i pokušaja da se identificira utjecaj Kafkine pravničke pozadine i uloga prava u njegovu djelu. Većina interpretacija smatra kako su pojmovi zakona i zakonitosti važni za njegova djela, u kojima je pravosudni sustav uglavnom opresivan. Zakon se u Kafkinim djelima ne smatra utjelovljenjem nekog određenog političkog ili pravosudnog entiteta, već skupom anonimnih i neshvatljivih sila. Te su sile skrivene od individualca, ali kontroliraju život ljudi, koji su nedužne žrtve sustava izvan njihove kontrole. Kritičari koji podržavaju ovakvu apsurdnu koncepciju citiraju situacije u kojima je sam Kafka opisivao svoj konflikt s apsurdnim svemirom, kao što je ova iz njegova dnevnika: 
Ipak, James Hawes tvrdi kako je većina opisa sudskih postupaka u Procesu - koliko god oni bili metafizički, apsurdni, konfuzni i košmarni - utemeljena na točnim opisima njemačkih i austrijskih kaznenih postupaka tog doba, koji su više bili inkvizitorni nego akuzatorni. Iako je radio u osiguranju, kao školovani odvjetnik, Kafka je bio "jako svjestan pravnih debata svog doba". U jednoj publikaciji s početka XXI. stoljeća, koja polazi od Kafkinih uredskih spisa, Pothik Ghosh tvrdi kako je Kafki, zakon "nije imao nikakvo značenje izvan činjenice da on čista sila dominacije i determinacije."

## Djela
Praktički sva Kafkina djela su prevedena na hrvatski, a prijevodi se počinju pojavljivati (iz ideoloških razloga) tek pedesetih godina i 1968. izlaze Odabrana djela Franza Kafke u osam knjiga urednika N. Simića u izdanju Zore.
- Preobrazba (Die Verwandlung; 1915.)
- Umjetnik u gladovanju (Ein Hungerkünstler; 1922.)
- Proces (Der Prozeß; 1925.)
- Zamak (Das Schloß; 1926.)
- Amerika (1927.)